# Simone Annicchiarico
Simone Annicchiarico (Roma, Italia, 8 de agosto de 1970) es un actor y presentador de televisión italiano.
Simone Annicchiarico es hijo  de los conocidos actores Walter Chiari y Alida Chelli, así como nieto del famoso compositor y músico Carlo Rustichelli.

## Carrera artística

### Televisión
- La valigia dei sogni (La7, 2007-2013)
- Italia's Got Talent (Canale 5, 2009-2013)
- TV Mania (Rai 2, 2010)
- Music Summer Festival - Tezenis Live (Canale 5, 2013)
- Ocean Girls (Sky Uno, 2014)
- A Very Special Mario Christmas (Italia 1, 2014)
- Fronte del palco (Italia 1, 2015-2016)
- Tale e quale show (Rai 1, 2024), concurrente

### Filmografía
- 2008 - Il nostro Messia, dirigido por Claudio Serughetti